# Antoine Gaudin
Pour les articles homonymes, voir Gaudin.
Antoine Phédora Pierre Gaudin, né le 14 juin 1816 à Marennes (Charente-Inférieure) et mort le 30 avril 1873 à Saint-Georges (Charente), est un avocat, journaliste et homme politique français.

## Biographie
Fils d'un notaire de Marennes, il devient avocat à Saintes, fonde l'Union de Saintes (1844) et collabore à des journaux démocratiques. Il est l'organisateur du banquet de Saintes, en 1847 et devient commissaire adjoint du gouvernement provisoire, en février 1848. Il est député de la Charente-Maritime de 1848 à 1849, siégeant à l'extrême gauche.

## Source
- « Antoine Gaudin », dans Adolphe Robert et Gaston Cougny, Dictionnaire des parlementaires français, Edgar Bourloton, 1889-1891 [détail de l’édition]